# Greenwood Publishing Group
Greenwood Publishing Group (GPG) — американское книжное издательство, с 2008 года являющееся частью ABC-CLIO. Специализируется на издании научной и образовательной литературы. Справочная литература издаётся под маркой Greenwood Press, а научные публикации и книги для общей аудитории — под маркой Praeger. Частью GPG также является Libraries Unlimited, публикующая профессиональную литературу для библиотекарей и преподавателей школ и вузов.
Издательство Greenwood Press, Inc. было основано в 1967 году библиотекарем и букинистом Харольдом Мэйсоном и издателем Харольдом Шварцем. В 1969 издательство было продано компании Williamhouse-Regency.
К 1970 году издательство начало публикацию научных монографий, которой руководил Роберт Хагелстайн, ранее работавший для Academic Press. В 1973 году Мэйсон и Шварц оставили компанию и Хагелстайн стал её директором — пост, на котором он оставался до 1999 года. Под его руководством издательство сфокусировалось на публикации реферируемой, научной литературы. 
25 августа 1976 года Greenwood Press была продана Congressional Information Service, Inc (CIS). В 1979 году CIS в свою очередь был приобретён голландским издательским домом Elsevier. В январе 1986 года GPG купила у CBS, Inc издательство Praeger Publishers, а в 1989 году —  Bergin & Garvey и Auburn House. В 1990 году название компании поменялось с Greenwood Press, Inc. на Greenwood Publishing Group, Inc. После слияния Elsevier с Reed International в 1993 году, GPG стала частью Reed Elsevier. 12 июля 2001 года, Reed Elsevier купил издательство Harcourt, которое стало дочерней компанией Reed Elsevier. При этом GPG стало частью Harcourt Education. 13 декабря 2007 года компания Houghton Mifflin Co. купила Harcourt и вместе с ним Greenwood Publishing Group.
1 октября 2008 года Houghton Mifflin Harcourt дало ABC-CLIO постоянную лицензию на публикацию под именем Greenwood Publishing Group.